# シャーク・テイル
『シャーク・テイル』（Shark Tale）は、2004年のドリームワークス制作のアニメーション映画。ドリームワークス・アニメーションが最新の技術を駆使して制作した完全CGデジタルアニメ映画。主人公オスカーの声をウィル・スミス（日本語吹き替えは香取慎吾）が務めるなど、豪華キャストも話題となった。
この作品から2008年の『カンフー・パンダ』までドリームワークス作品の日本での配給元がアスミック・エースに変更された。

## あらすじ
海の底に広がる大都会「リーフシティ」。そこに住むオスカーは大金持ちになりリーフシティのトップになるのが夢。ある日オスカーは、借金返済のための金を待ち合わせ場所の競馬場で誘惑に負けて賭けてしまった。運の悪いことに賭けに負けて、アーニー&バーニーによって深海にさらわれてしまった。ちょうど近くにきていたレニーとフランキーがオスカーを狙うが、運悪くフランキーがイカリに潰されて死んでしまう。アーニー&バーニーはオスカーがフランキーを殺したとカン違い。それをいい事に、オスカーは一躍大金持ちのヒーローになってしまう。

## キャラクター
オスカー
本作の主人公。「ホエールウォッシュ」で舌掃除のアルバイトをしている。いつか大金持ちになって有名人の生活をすることを夢見ている。ひょんなことから「サメを殺した」と言われたことで「シャーク・キラー」と名乗り一躍有名となるが、これが大変な事態を招くことに。
ドン・リノ
レニーの父で、サメ率いるギャング団のボス。次々と魚たちを襲っては食い殺していたが、息子に対してはそれなりの愛情を持っている。息子を殺した「シャーク・キラー」を抹殺しようと企てている。
アンジー
「ホエールウォッシュ」の受付係。オスカーとは幼馴染で彼の気持ちを唯一理解している人物でもある。祖母の形見の真珠のネックレスが宝物。
レニー
リノの息子。サメだが陽気で気弱な性格。魚を食べない「草食主義者」。海藻ジュースとコスプレが大好き。
ローラ
オスカーが競馬場で出会った美女。オスカーが見惚れるほどの美貌だが、実はサメ軍団と手を組んだスパイだった。
サイクス
「ホエールウォッシュ」の社長のハリセンボン。怒ったり驚いたりすると体が膨らむ。かつてリノの腰ぎんちゃくだったが、オスカーが有名人になってから彼のマネージャーを務めるようになる。
アーニー&バーニー
サイクスの部下の双子のクラゲ。陽気な性格でジョークと音楽が大好き。オスカーとサメの死体を見て「オスカーがサメを殺した」と勘違いしたため、今回の事件の元凶となった。
フランキー
レニーの兄。弟とは違い獰猛な殺し屋。レニーがしくじったためにオスカーを襲おうとして錨の下敷きになり死亡。これが事件の始まりとなってしまう。
ルカ
リノの子分のタコ。ひょうきんな性格でジョークが大好き。どこか抜けているが、レニーの変装を見破ったり、アンジーを人質に取ったことをオスカーに知らせるなど悪質な部分もある。
ドン・ファインバーグ
リノの付き人のネコザメ。リノに「シャーク・キラー」のことを伝える。
ケイティ・カレント
ニュース・キャスター。モデルとなり声も担当したケイティ・クーリックも同じくニュース・キャスターである。
クレイジー・ジョー
オスカーの大ファンのヤドカリ。彼の投資顧問になるのが夢。趣味はパペット。

## キャスト
| 役名                 | 俳優                     | 日本語吹き替え |
| -------------------- | ------------------------ | -------------- |
| オスカー             | ウィル・スミス           | 香取慎吾       |
| ドン・リノ           | ロバート・デ・ニーロ     | 松方弘樹       |
| アンジー             | レネー・ゼルウィガー     | 水野美紀       |
| レニー               | ジャック・ブラック       | 山口智充       |
| ローラ               | アンジェリーナ・ジョリー | 小池栄子       |
| サイクス             | マーティン・スコセッシ   | 西村雅彦       |
| アーニー             | ジギー・マーリー         | 亀山助清       |
| バーニー             | ダグ・E・ダグ            | 落合弘治       |
| フランキー           | マイケル・インペリオリ   | 加藤亮夫       |
| ルカ                 | ヴィンセント・パストーレ | 水野龍司       |
| ドン・ファインバーグ | ピーター・フォーク       | 石田太郎       |
| ケイティ・カレント   | ケイティ・クーリック     | 安藤麻吹       |
| クレイジー・ジョー   | デヴィッド・P・スミス    | 青野武         |

- その他：木村雅史 /大畑伸太郎 / 小林皓正 / 大前茜 / 坂東尚樹 / 真殿光昭 / 大谷育江 / 江川央生 / 斉藤瑞樹 / 松久保いほ / 最上嗣生 / 高森奈緒 / 乃村健次 / 竹若拓磨 / 金子由之 / 小形満 / よのひかり / 斎藤志郎

## 使用された曲
- 「スリー・リトル・バーズ」-ショーン・ポール＆ジギー・マーリー
- 「カー・ウォッシュ」-クリスティーナ・アギレラ＆ミッシー・エリオット
- 「グッド・フット」-ジャスティン・ティンバーレイク＆ティンバランド
- 「シークレット・ラヴ」-JoJo
- 「ライズ・アンド・ルーマーズ」-D12
- 「トゥ・ビー・リアル」-メアリー・J.ブライジ
- 「キャント・ウェイト」-アヴァーント
- 「ゴールド・ディガー」-リュダクリス feat.ボビー・V＆リル・フェイト
- 「ゲット・イット・トゥゲザー」-インディア・アリー
- 「ウィー・ウェント・アズ・ファー・アズ・ウィー・フェルト・ライク・ゴーイン」-プッシー・キャット・ドールズ
- 「ディジッツ」-fan_3
- 「スウィート・カインド・オブ・ライフ」-シェリル・リン
- 「サム・オブ・マイ・ベスト・フレンズ・アー・シャークス（ムービー・スコア）」-ハンス・ジマー

## ゲーム
同名の3作品が、全てタイトーより発売された。
- ニンテンドー ゲームキューブ版
2005年3月3日発売
- PlayStation 2版
2005年3月17日発売
- ゲームボーイアドバンス版[3]
2005年3月31日発売

日本未発売だが海外ではXbox版とPC版もある。